# العكد (السدة)

تعديل مصدري - تعديل

العكد محلة تابعة لقرية الواطية، التابعة لعزلة بني الحارث بمديرية السدة إحدى مديريات محافظة إب في الجمهورية اليمنية.، بلغ تعداد سكانها 65 حسب تعداد اليمن لعام 2004.